# 찰스 테이즈 러셀
찰스 테이즈 러셀(영어: Charles Taze Russell, 1852년 2월 16일 ~ 1916년 10월 31일)은 미국의 종교인이자 재야 성서학자로, 성서연구생운동을 일으켰으며, 워치타워성서책자협회의 법인 1대 회장이다. 그가 형성한 조직은 조셉 프랭클린 러더퍼드에 의해 현재 여호와의 증인으로 불리고 있다.

## 생애와 업적
미국 펜실베이니아 주 앨러게이니(현재 피츠버그 일부)에서 태어났다. 1870년에 작은 성서 연구 모임을 조직하여, 성서(성경) 보급에 힘쓰고 성서 출판물들을 발행하였으며, 신문들에 성서 연구 자료와 연설문을 게재하였고, 미국 전역을 다니면서 성서 공개 강연을 하였다. 그는 현재의 여호와의 증인의 법인인 워치타워성서책자협회의 법인 1대 협회장이었다. 러셀은 1879년 7월에 〈시온의 파수대와 그리스도 임재의 전령〉Zion's Watch Tower and Herald of Christ's Presence를 창간했으며 현재는 〈파수대〉The Watchtower로 불리고 있다 하였으며, 처음에 영어로만 6000부 발행되던 것이 1914년에는 약 5만 부였고, 지금은 185개 언어로 42,162,000부(2010년 기준)가 발행되어 세계 전역에 배부되고 있다.
1908년 경에 러셀의 주간 성서 공개 강연은 11개 신문에 실려 총 40만 2000부가 배포되었으며, 얼마 지나지 않아 2000개의 신문에 동시에 실렸고, 그 후 4000여 가지의 신문에 연설문이 실린 기록을 가지고 있다. 그는 1916년에 사망하기 전까지 30,000번 이상의 공개 연설을 하였다.
다른 종교와 일반 사람들은 러셀을 '러셀 목사'로 그의 단체를 '러셀파'로 부르기도 하였지만, 러셀은 자신을 교주로 불리거나 특별한 권위나 능력을 가진 자로 불리기를 원치 않았고 그렇게 생각하지도 않았다. 그는 이러한 말을 한 바 있다. "친애하는 벗들이여, 나는 우월성이나 초자연적 능력, 존엄성이나 권위를 가졌다고 결코 주장하지 않는다. ... 믿음의 가정에 속한 형제들과 견주어 자신을 높이고 싶지도 않다."
오늘날의 여호와의 증인들 역시 그를 같은 동료 그리스도인으로서, 성서 보급에 힘쓰고 성서를 잘 이해하도록 돕고 그리스도의 가르침을 열심히 전파한 한 사람으로 평가하고 있다.

## 학문
그는 성서가 하느님의 말씀이며 하느님의 이름은 여호와라는 점과 예수 그리스도의 '대속희생'을 부각시켰다. 또한 당시 기성 기독교들의 중심 교리인, 하느님의 삼위일체, 영혼불멸, 지옥불 등의 사상은 성서의 가르침이 아니라 이교의 혼합된 교리라 하면서, 신문에 기고하고 독자적으로 출판물들을 발행하여 미국 전역에 배포하였다. 이것은 19세기 말에 커다란 종교 교리적 논쟁을 불러 일으켰으며, 그와 그의 단체는, 다른 기성 기독교 교직자들의 심한 반대에 직면한 바 있다. 하지만, 그는 계속 성서의 원어와 여러 문헌들과 역사적 자료들을 동료들과 연구하면서, 실제 성서의 가르침이 무엇인지를 알고자 노력했으며, 많은 책들을 저술하고 출판하고 배부하고 공개 연설을 하는 등 자신이 알게 된 점을 사람들에게 전파하는 일에 자신의 생애를 바쳤다. 한편, 기성 기독교에서는 현재까지도 여전히 이러한 그의 학문적 연구를 인정하지 않는 등 반론도 만만치 않아, 교리적 논란이 지금도 계속되고 있음을 보여 준다.

## 역사의 왜곡과 진실

#### 프리메이슨 관련
일부에서 러셀이 프리메이슨(가톨릭과 주류 기독교에서 소위 이단시 하는 단체)의 일원이었을 것이라는 추측을 하고 있지만, 그것은 러셀이 기독교들의 중심 교리인 삼위일체, 지옥불, 영혼불멸 사상을 반대하였던 것이 당시 기독교를 반대하는 등의 프리메이슨 단체가 하는 사회 운동과 비슷한 것으로 비춰져 오해를 샀기 때문이다. 또한 초기에 왕관이 있는 문양의 십자가를 사용하고 이집트의 피라미드가 성서의 예언과 관련이 있는지 조사 연구했던 것에서 비롯된 오해도 있으며, 반대자들의 고의적 왜곡도 있다. 그러나, 역사적 사실과 그들의 교리나 활동 등 모든 부면에서의 증거들을 보면, 러셀이나 그의 단체는 프리메이슨과는 전혀 관련이 없다는 것이 믿을 만한 사실이다. 오히려 러셀을 지지하고 그의 단체인 성경 연구생의 회원이 되기 위해서는 프리메이슨 단체와의 관계를 끊고 완전히 탈퇴해야 하였으며, 결정적 증거로서 러셀은 한 컨벤션 연설에서 이렇게 말하였다. "나는 결코 프리메이슨이었던 적이 없습니다. ... 나는 그것에 대해 (프리메이슨 단체가 하는 일들에 대해) 잘 알지 못합니다."

#### 분파 관련
러셀은 기성 기독교에서 배교하여 나온 사람이며 따라서 그의 단체는 하나의 분파라는 주장이 있지만, 그것은 사실이 아닌 것으로 알려졌다. 러셀은 장로교인 이었던 부모(스코틀랜드-아일랜드계)에게서 태어났지만, 정작 관심은 회중파(조합교회)에 있었으며 처음에 그 곳에 성서의 정확한 가르침이 있는지 조사해 보았다. 그 후에는 재림파를 비롯해 다른 기독교들을 연구하였으며 동양의 종교들도 연구해 보았다. 그런 다음 그의 동료들과 함께 기존 종교들과는 상관없이 성서를 독자적으로 연구하는 작은 성서연구모임을 1870년에 조직하였고 현대 여호와의 증인 종교는 그렇게 시작되었다. 따라서 기존 기독교에서 분리하여 나온 하나의 파라고 보기에는 무리가 있으며, 처음부터 독자적인 노선을 탔다고 보는 것이 타당할 것이다. 그 종교도 그 점을 표방하고 있다.

#### 아내와의 별거 소송
다른 기독교들에서, 러셀이 아내에게 별거 소송을 당한 이유는 그의 간통 때문이라고 주장하고 있지만, 이는 다른 기독교들에서 퍼뜨린 거짓 소문임이 밝혀졌다. 실제 1906년 법정 공판 기록에 의하면, 간통한 사실이 없으며 이성 문제도 아니었음이 밝혀졌고 그의 아내가 증언한 내용도 기록으로 남아 있다. 그의 아내가 별거 소송을 제기한 실제 이유는, 러셀이 그 당시 협회의 높은 직책에 아내를 사용하지 않은 이유로 갈등이 생겨 그의 아내가 일방적으로 별거를 택하였고 협회도 떠나 버렸다. 그러나 러셀이 계속 별거를 원하지 않자 아내는 일부 거짓 사실을 포함하여 소송을 제기한 것이다. 재판부는 별거한지 이미 오래 되었고 둘의 관계가 회복되기 어렵다고 판단하여 이혼이 아닌 정식 별거 판결을 내렸다.

#### 일명 기적의 밀 관련
러셀은 일반 품종의 밀을 '기적의 밀'이라 하여 신도들에게 판매, 사기쳤다는 주장이 있지만, 역사적 사실과 증거에 의하면 그것은 사실이 아님이 밝혀졌다. 1904년 스토우너라는 일반인이 보통의 종자와는 다른 밀을 발견했는데, 그 사람이 그 밀의 이름을 '기적의 밀'이라고 정한 것이며, 실제로 그 밀은 여러 품평회에서 상도 받았고 미국 농무성에 추천도 받았다. 이러한 밀을 러셀과 그의 단체의 출판물 정기 구독자였던 한 사람이 사들여 협회에 모두 기증하였다. 러셀은 신도들에게 그러한 사실을 알리고 협회를 위한 기부금 목적으로 파운드당 1달러에 가져갈 수 있다고 공지하였다. 이렇게 하여 모아진 총액은 그 당시 1800달러였으며 1년 간은 그 금액을 사용하지 않았고 중간에 취소하고 환불도 요청할 수 있도록 하였지만, 한 사람도 환불을 요청하지 않았다. 그리고 그 금액은 원래의 취지에 합당하게 러셀 개인이 아니라 협회의 공공 기금으로 정당하게 사용되었다.

#### 법정에서의 위증죄 관련
1913년 캐나다의 J.J.로스라는 타 기독교 목사는, 러셀이 그리스어(희랍어) 지식에 대한 질문을 받은 한 법정에서 위증죄를 범하였다는 주장을 하였다. 그 주장의 내용은 '그리스어(희랍어)를 아느냐는 판사의 질문에, 처음에 안다고 대답했다가 읽어 보라 하자 읽지 못하였으므로 위증죄를 지었다'라는 것이다. 그러나 그것은 사실이 아닌 허위 주장으로 밝혀졌다. 사실 러셀은 1912년 캐나다의 J.J.로스 타 기독교 목사를 명예훼손 죄로 고소한 바 있다. 그 목사는 러셀에 대해 인신 공격과 중상을 하였고 많은 무고한 내용이 담긴 비상식적인 팜플렛을 발행하여 배포하였던 것이다. 허위사실이 명백하였으므로 러셀은 그를 명예훼손죄로 고소하기에 이르렀고 원고 자격으로 조사를 받게 되었으며, 이 사건에서의 실제 공식 기록인 1913년 3월 17일, 온테리오주 해밀턴시 경범죄 재판소 기록을 보면, 문제의 내용은 사실 다음과 같다. "질문(판사):당신은 라틴어 교육을 받았습니까?, 답변(러셀):아니오.", "질문(판사):그리스어(희랍어)는?, 답변(러셀):아니오 교육받지 않았습니다.", "질문(판사):그러면 그리스어 철자들을 알고 있습니까?, 답변(러셀):그 중에 몇 개는 실수를 범할 수 있습니다.", "질문(판사):당신은 그리스어에 정통합니까?, 답변(러셀):아니오!" 이처럼, '그리스어를 따로 교육받지는 않았지만 어느 정도 알고는 있으며 그렇다고 정통한 정도는 아니다'라는 것으로서 법정에서 주고 받은 내용에는 아무런 문제가 없었고 위증죄를 범하지 않았다. 하지만 그 목사는 이러한 내용을 위에서 언급한 바와 같이 '그리스어를 모르면서 안다'고 했다고 또 다시 사실을 왜곡하여 러셀이 위증죄를 지었다면서 거짓 고발장을 접수하였지만, 대배심원은 기소장 발부를 기각하였다. 러셀은 그를 또 다시 명예훼손죄로 고발할 수 있었지만 상대할 가치가 없었기에 거기서 멈추었다. 이렇게 사건은 거기서 마무리 되었다. 이렇게 기각되었고 러셀이 자비를 보였음에도, 그 목사는 또 다시 자신의 저술물을 통해 마치 자신이 승리를 거둔 것처럼 기술하는 뻔뻔함을 나타내었다.

## 같이 보기
- 여호와의 증인
- 왕국회관
- 신세계역 성경
- 파수대
- 깨어라